# Yambol (oblast)
Pour la ville, voir Yambol.
L'oblast de Yambol est l'un des vingt-huit oblasts (« province », « région », « district ») de Bulgarie. Son chef-lieu est la ville de Yambol.

## Géographie

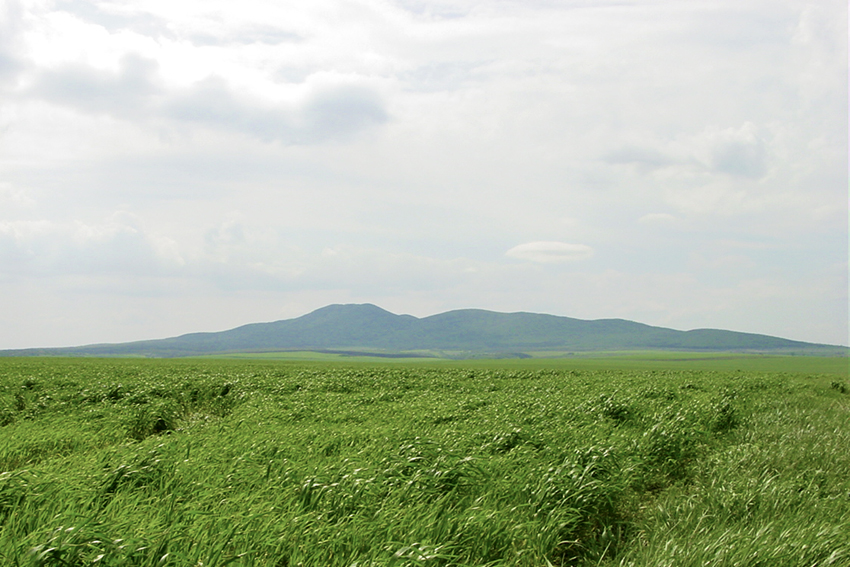
Province de Yambol

La superficie de l'oblast est de 3 335,5 km2.

## Démographie
| 1946    | 1956    | 1965    | 1975    | 1985    | 1992    | 2001    | 2005    | 2010    |
| ------- | ------- | ------- | ------- | ------- | ------- | ------- | ------- | ------- |
| 211 152 | 221 629 | 216 963 | 183 214 | 183 029 | 176 552 | 156 631 | 146 094 | 135 812 |

,,

## Administration
L'oblast est administré par un « gouverneur régional » (en bulgare Областен управител), dont le rôle est plus ou moins comparable à celui d'un préfet de département en France. Le gouverneur actuel est Ivan Georgiev -en bulgare : Иван Георгиев).

## Subdivisions
L'oblast regroupe 5 municipalités (en bulgare, община – obchtina – au singulier, Общини – obchtini – au pluriel), au sein desquelles chaque ville et village conserve une personnalité propre, même si une intercommunalité semble avoir existé dès le milieu du XIXe siècle :
1. Bolyarovo (Болярово), 2. Elkhovo (Елхово), 3. Straldja (Стралджа), 4. Toundja (Тунджа), 5. Yambol (Ямбол).

## Liste détaillée des localités
Les noms de localités en caractères gras ont le statut de ville (en bulgare : град, translittéré en grad). Les autres localités ont le statut de village (en bulgare : село translittéré en selo).
Les noms de localités s'efforcent de suivre, dans la translittération en alphabet latin, la typographie utilisée par la nomenclature bulgare en alphabet cyrillique, notamment en ce qui concerne l'emploi des majuscules (certains noms de localités, visiblement formés à partir d'adjectifs et/ou de noms communs, ne prennent qu'une majuscule) ou encore les espaces et traits d'union (ces derniers étant rares sans être inusités). Chaque nom translittéré est suivi, entre parenthèses, du nom bulgare original en alphabet cyrillique.

### Bolyarovo (obchtina)
L'obchtina de Bolyarovo groupe 1 ville - Bolyarovo - et 19 villages :
Bolyarovo (Болярово) ·
Charkovo (Шарково) ·
Dabovo (Дъбово) ·
Dennitsa (Денница) ·
Golyamo Krouchévo (Голямо Крушево) ·
Gorska polyana (Горска поляна) ·
Iglika (Иглика) ·
Kamén vrakh (Камен връх) ·
Kraïnovo (Крайново) ·
Malko Charkovo (Малко Шарково) ·
Mamartchévo (Мамарчево) ·
Oman (Оман) ·
Popovo (Попово) ·
Roujitsa (Ружица) ·
Sitovo (Ситово) ·
Stéfan Karadjovo (Стефан Караджово) ·
Strandja (Странджа) ·
Valtchi izvor (Вълчи извор) ·
Vodén (Воден) ·
Zlatinitsa (Златиница)

### Elkhovo (obchtina)
L'obchtina d'Elkhovo groupe 1 ville - Elkhovo - et 21 villages :
Borissovo (Борисово) ·
Boyanovo (Бояново) ·
Dobritch (Добрич) ·
Elkhovo (Елхово) ·
Golyam Dérvent (Голям Дервент) ·
Granitovo (Гранитово) ·
Izgrév (Изгрев) ·
Jrébino (Жребино) ·
Kirilovo (Кирилово) ·
Lalkovo (Лалково) ·
Lessovo (Лесово) ·
Malak manastir (Малък манастир) ·
Malko Kirilovo (Малко Кирилово) ·
Malomirovo (Маломирово) ·
Mélnitsa (bg) (Мелница) ·
Ptchéla (Пчела) ·
Razdél (Раздел) ·
Slaveïkovo (Славейково) ·
Stroïno (Стройно) ·
Tchérnozém (Чернозем) ·
Trankovo (Трънково) ·
Valtcha polyana (Вълча поляна)

### Straldja (obchtina)
L'obchtina de Bolyarovo groupe 1 ville - Straldja - et 21 villages :
Aleksandrovo (Александрово) ·
Atolovo (Атолово) ·
Bogorovo (Богорово) ·
Djinot (Джинот) ·
Irétchéekovo (Иречеково) ·
Kaménéts (Каменец) ·
Léyarovo (Леярово) ·
Lozenets (Лозенец) ·
Lyoulin (Люлин) ·
Malénovo (Маленово) ·
Nédyalsko (Недялско) ·
Palaouzovo (Палаузово) ·
Parvénéts (Първенец) ·
Polyana (Поляна) ·
Pravdino (Правдино) ·
Saransko (Саранско) ·
Straldja (Стралджа) ·
Tamarino (Тамарино) ·
Tcharda (Чарда) ·
Vodénitchané (Воденичане) ·
Voïnika (Войника) ·
Zimnitsa (Зимница)

### Toundja (obchtina)
Le nom officiel de cette obchtina est « obchtina de Yambol » (община Ямбол) ·mais elle est habituellement désignée sous le nom d'« obchtina de Toundja » (община Тунджа) pour la distinguer de la ville de Yambol. L'obchtina tire son nom de la rivière Toundja, affluent de la Maritsa, et qui prend sa source sur son territoire, sur les pentes du pic Botev, à 1 940 m d'altitude, soit à 436 m de son sommet.
L'obchtina dite de Toundja groupe 44 villages :
Assénovo (Асеново) ·
Bézmér (Безмер) ·
Bolyarsko (Болярско) ·
Botévo (Ботево) ·
Boyadjik (Бояджик) ·
Drajévo (Дражево) ·
Drama (Драма) ·
Dryanovo (Дряново) ·
Galabintsi (Гълъбинци) ·
Général Inzovo (Генерал Инзово) ·
Général Tochévo (Генерал Тошево) ·
Golyam manastir (Голям манастир) ·
Kabilé (Кабиле) ·
Kaltchévo (Калчево) ·
Karavélovo (Каравелово) ·
Khadjidimitrovo (Хаджидимитрово) ·
Khanovo (Ханово) ·
Konévéts (Коневец) ·
Kozarévo (Козарево) ·
Koukorévo (Кукорево) ·
Kroumovo (Крумово) ·
Malomir (Маломир) ·
Médén kladénéts (Меден кладенец) ·
Méjda (Межда) ·
Miladinovtsi (Миладиновци) ·
Moguila (Могила) ·
Okop (Окоп) ·
Ovtchi kladénéts (Овчи кладенец) ·
Pobéda (Победа) ·
Robovo (Робово) ·
Roza (Роза) ·
Savino (Савино) ·
Siméonovo (Симеоново) ·
Skalitsa (Скалица) ·
Slamino (Сламино) ·
Stara réka (Стара река) ·
Tarnava (Търнава) ·
Tchargan (Чарган) ·
Tchélnik (Челник) ·
Ténévo (Тенево) ·
Vessélinovo (Веселиново) ·
Vidintsi (Видинци) ·
Zavoï (Завой) ·
Zlatari (Златари)

### Yambol (obchtina)
Obchtina constituée de la seule ville de Yambol (Ямбол).